# 握手 (技术)
握手（Handshake，亦稱為交握）在电信和微处理器系统中具有以下含义：
1. 在数据通信中，由硬件或软件管理的事件序列，在进行信息交换之前，需要对操作模式的状态互相达成协定。[1]
2. 在接收站和发送站之间建立通信参数的过程。

## 概述
握手是在通信电路建立之后，信息传输开始之前。握手用于达成参数，如信息传输率、字母表、奇偶校验、中断过程和其他协议特性。
握手有助於不同結構的系統或設備在通信信道中連接，而不需要人為設置參數。